# Astro Boy
Astro Boy je animovaný film z roku 2009 režírovaný Davidem Bowersem. Předlohou k filmu je manga Astro Boy Osamua Tezuky.

## Děj
Ve městě Metro City vznášejícím se nad zemí doktor Tenma přijde o syna Tobyho. Se svým kolegou doktorem Elefunem sestrojí robotickou kopii Tobyho. Robotovi dá k dispozici Tobyho vzpomínky a použije modré jádro k jeho oživení. Po oživení si ho doktor Tenma přivede domů, kde si uvědomí, že robotický Toby není úplně stejný jako jeho syn.
Toby zjistí, že rozumí řeči robotických pomocníků a že může létat pomocí raketových motorů ce svých botách. Chce se zeptat svého otce, jak je to možné, ale když se vrátí domů, přistihne ho při rozhovoru s doktorem Elefunem o tom, že robotický Toby není to, co očekával, a že by ho chtěl deaktivovat. Astro nechce být deaktivován, proto uteče. Při útěku se dostane až na povrch země.
Na povrchu se robotický Toby seznámí s několika dětmi a robotickým psem Trashcanem. Dětem se představí jako Astro. od nich ho unesou roboti revolucionáři, kteří Astrovi vysvětlí, kdo jsou. Na základě Astrova vysvětlení mu dovolí jít za dětmi. Děti Astra seznámí s Hameggem, který se zdá být laskavý, neboť roboty opravuje.
Děti na Zemi hledají rozbité roboty, aby je Hamegg mohl opravit. Najdou velkého stavebního robota ZOGa a Astro se dozví, že se ho Hamegg už pokoušel opravit, ale bezúspěšně. Astro oznámí, že se o to pokusí sám, vleze do robota a oživí ho pomocí části energie modrého jádra. Hamegg pak Astra dovede na robotí zápasy, které pořádá, Astro tak zjistí pravý důvod, proč se Hamegg robotům tak věnuje. Hamegg dětem ukáže, že Astro je robot, a donutí ho zápasit. Astro vyřadí všechny protivníky, proto proti němu Hamegg nasadí ZOGa. ZOG i Astro proti sobě odmítnou bojovat aZOG se pokusí zašlápnout Hamegga, v čemž mu Astro zabrání. Poté přiletí vojenské jednotky, zatknou Astra a odvezou ho do Metro City.
Stone chce po doktoru Tenmovi, aby Astra deaktivoval. Doktor Tenma si to ale na poslední chvíli rozmyslí a Astra nechá utéct. Naštvaný Stone aktivuje svého robota pomocí červeného jádra a ten Stona absorbuje do sebe. Astro se Stoneovým robotem bojuje, přičemž ničí vše, co se jim připlete do cesty. To způsobí, že Metro City začne padat k Zemi. Astro se snaží pád alespoň zpomalit. Děti a roboti revolucionáři se snaží zastavit Stoneova robota. Astro je chycen Stoneovým robotem, ale blízkost modrého a červeného jádra způsobí Stoneovu robotu bolest, díky které ho pustí.
Astro se od doktora Tenmy dozví, že pokud se modré a červené jádro setkají, Astro a Stoenův robot budou zničeni. Astro vnikne do Stoneova robota, spojení obou jader Stoneova robota zničí a Stonea z robota uvolní. Astro je nalezený deaktivovaný. Doktor Elfun se od ZOGa dozví, že v sobě má část energie modrého jádra, a požádá ZOGa, aby jí část věnoval Astrovi. Astro je tím oživen. Stonea zatknou jeho vlastní policisté. Nad Metro City se objeví nepřátelská mimozemská civilizace a Astro letí s ní bojovat.